# Trithemis pluvialis
Trithemis pluvialis é uma espécie de libelinha da família Libellulidae.
Pode ser encontrada nos seguintes países: Angola, Camarões, República do Congo, República Democrática do Congo, Quénia, Malawi, Moçambique, Namíbia, África do Sul, Tanzânia, Zâmbia e Zimbabwe.
Os seus habitats naturais são: florestas subtropicais ou tropicais húmidas de baixa altitude e rios.